# 若杉要

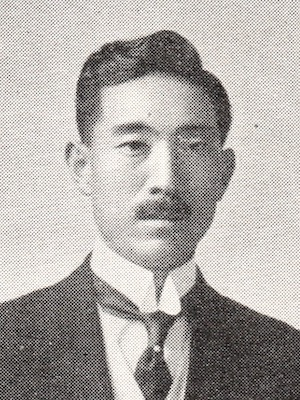
1920年

若杉 要（わかすぎ かなめ、1883年（明治16年）7月9日 - 1943年（昭和18年）12月9日）は、日本の外交官。駐アメリカ合衆国公使。

## 経歴
熊本県出身。
1883年(明治16年)7月9日熊本市寺原町に生まれる。1900年(明治33年)熊本市立商業高校入学、1903年(明治36年)熊本市立商業高校(校名変更により熊本県立商業高校)７期生卒業。
1906年（明治39年）、東亜同文書院を３期生卒業し、外務書記生試験に合格した。1911年（明治44年）、オレゴン州立大学を卒業し、さらに1914年（大正3年）にはニューヨーク大学を卒業した。1917年（大正6年）、外交官及領事官試験に合格し領事官補となった。イギリス大使館三等書記官、ロサンゼルス領事、外務書記官第二課長、同第一課長、イギリス大使館二等書記官、同一等書記官、サンフランシスコ総領事、中華民国公使館一等書記官、同大使館参事官、上海総領事を歴任。1936年（昭和11年）、ニューヨーク総領事に任命される。
1940年（昭和15年）に退官したが、1941年（昭和16年）、特命全権公使としてアメリカ合衆国に派遣され、日米交渉にあたった。

### 『米国共産党調書』発行
若杉はニューヨーク総領事として米国での反日宣伝活動を調べていくうえで、アメリカ共産党の存在に気づき（オシントも参照）、南京戦直前の1937年（昭和12年）11月26日、広田弘毅外務大臣宛に「事変に関する対日運動一覧表」の機密文書を送った。文書は、支那事変以降露骨になっている米国在留中国人が在米中国大使館と連絡を取りながらの抗日運動（コミンテルン指令1937年および在華ソビエト軍事顧問団も参照）は、中国人とアメリカ共産党系の反日宣伝の影響であって、米国世論を代表しているわけではない。米国を反日だと思い込んで、米国と対立したら中国とコミンテルンの思う壺だと訴えていた（ソ連スパイの工作および暴支膺懲も参照）。
若杉は翌1938年（昭和13年）7月20日にも宇垣一成外務大臣に対して、米国内の反日宣伝（プロパガンダ）の実態を分析した報告書を提出、近衛内閣に対して、ソ連・コミンテルンとアメリカ共産党による日米分断策動にのらないよう訴える（アクティブ・メジャーズおよび敗戦革命戦略も参照）。
1939年（昭和14年）9月、若杉が総領事を務めたニューヨーク総領事館は、『米国共産党調書』を発行し、米国共産党による対米工作の実態をまとめ、翌年7月25日に松岡洋右外務大臣に『米国内ノ反日援支運動』という報告書を提出した。
1. 米国における反日・中国支援活動[12][13][14]は、大統領や議会に対して強力なロビー活動を展開し効果を挙げているだけでなく、新聞雑誌やラジオ（偏向報道）、中国支援集会の開催などによって、一般民衆に反日活動を鼓吹（ネガティブ・キャンペーン、憎悪表現）している（認知戦も参照）。
2. この反日活動の大部分は、米国共産党、コミンテルンが唆した（扇動）。
3. 目的は、中国経済を名目にして米国民衆を反日戦線に巻き込み、極東における日本の行動を牽制することで、コミンテルンによるアジア共産化の陰謀を助成するもの（国際共産主義運動及び「第7回コミンテルン世界大会」も参照）。
4. 中国救済を名目に各界に入り込もうとする、米国共産党によるトロイの木馬作戦（浸透工作）の成功例が、中国大陸での日本軍の残虐行為（上海南駅の赤ん坊を参照）を非難する米国著名人団体「日本の中国侵略に加担しないアメリカ委員会」[15]。共産党関係者を表に出さず、ヘレン・ケラーといった社会的信用があるリベラル派有識者を前面に出すことで、政界、宗教界、新聞界をはじめ一般知識人階級に浸透（人民戦線戦術および統一戦線も参照）。
5. 共産党のこのような作戦に気づいて苦々しく思っている知識人もいるが[16]（当時の疑惑も参照）、一般民衆の反日感情のため、反日親中運動に対する批判の声を出しにくくなっている（同調圧力）。

（外務省『支那事変関係一件　第三十一巻』）
墓所は多磨霊園

## 親族
- 若杉桂七 - 父
- 若杉美寿 - 母
- 若杉マリア文子 - 妻
- 若杉明 - 長男
- 若杉千栄子 - 長女
- 若杉弘 - 次男[18]。指揮者。

## 栄典
- 1940年（昭和15年）8月15日 - 紀元二千六百年祝典記念章[19]